# Aulo Avilio Flacco
Aulo Avilio Flacco (in latino Aulus Avilius Flaccus; ... – Andro, 38) è stato un politico romano, prefetto d'Egitto dal 32 fino al 38.

## Biografia
Flacco diventò prefetto della provincia romana d'Egitto nel 32, sotto l'imperatore Tiberio. Durante il suo governatorato ci furono sanguinosi tafferugli contro gli ebrei ad Alessandria (38). Tale episodio è stato il contesto del primo pogrom documentato storicamente. L'imperatore Caligola, dopo aver lasciato Flacco a comando della repressione, inviò in Egitto Erode Agrippa, un suo collaboratore e principe ebraico. Flacco, per compiacere l'imperatore, fece erigere delle sue statue nelle sinagoghe, ma questo fece infuriare gli ebrei. Caligola, vista l'inefficacia delle azioni di Flacco e sospettoso della sua lealtà, lo rimosse dal suo incarico. Il prefetto fu quindi condannato ed ucciso mentre fuggiva sull'isola di Andro.

### Testimonianza di Filone
L'episodio dei tafferugli contro ebrei e la critica a Flacco sono testimoniate principalmente dal filosofo alessandrino Filone di Alessandria.